# Johan Cajanus
Johan (Juhana) Cajanus mladší (27. prosince 1655 Paltamo – 27. července 1681 Turku) byl finský filosof a básník.
Byl synem historika a faráře téhož jména.

## Život
Vystudoval filosofii na Univerzitě v Uppsale, kde se kromě jiného seznámil s dílem dobového básníka Lasse Lucidora (vl. jm. Lars Johansson) a Reného Descarta. Publikoval disertaci s názvem Meletematum de Mundi Anima. Pars prior. De motore primo Deo (Stockholm 1679). Disertace vyšla zároveň také ve dvou dílech pod názvy Exercitationis de Mundi Anima a Meletematum in Mundi Animam. De motore primo. V prvních dvou kapitolách se rozebírá pojem duše a světa v rámci dějin filosofie od antiky po Cajanovu současnost, třetí kapitola je věnována výkladu vztahu Boha a světa a obhajobě či zmírnění některých karteziánských tezí s přihlédnutím k námitkám Gassendiho i k dílu sv. Tomáše Akvinského.
Dílčí obhajoba kartezianismu údajně vedla k odmítnutí Cajana na místo řádného profesora filosofie na Univerzitě v Turku, a to přes přímluvy krále i generálního guvernéra Pera Brahe. Cajanus získal pouze místo mimořádného profesora, ovšem během roku zemřel.
Na smrtelném loži Cajanus napsal Duchovní píseň, v níž se předkládá pomíjivost tohoto světa a také způsob, jak se člověk může vyrovnat s vlastní smrtelností (finsky Yxi hengellinen weisu, iosa tämän mailman catovainen meno edespannan, nijn myös cuinga ihminen cuolemata wastans itziäns lohdutta taita, nebo obvykle krátce Etkös ole ihmis parca). Píseň vydal tiskem Johanův bratr Erik v roce 1683.
Píseň je parafrází švédskojazyčné písně Svijktige Världens oundvijklig Öd' - Dödligheetz. Sorg tröstande Lijk-Sång od zmíněného Lasse Lucidora. Má téže téma i metrum. Tématem je smrtelnost člověka a strach ze smrti, metrem je trochej. Cajanova píseň se člení do dvaceti tří strof o šesti verších, přičemž první, třetí, čtvrtý a šestý verš je čtyřstopý, druhý a pátý dvojstopý. Lucidorova píseň je znatelně kratší.
První tři strofy popisují strach člověka ze smrti a dílo smrti ve všeobecnosti. Čtvrtá a pátá strofa tvoří jakousi přípravu pro následující výčet všech konečných věcí. Člověk se klade ohledem na svou konečnost na roveň s jinými stvořenými věcmi. Dalších deset strof probírá postupně jednotlivé třídy stvoření (ptáky, ryby, rostliny, nerosty, nebeská tělesa), další dvě strofy opakují téma obecné konečnosti stvořených věcí a další dvě strofy se obracejí zpět k posluchači-člověku. Následují dvě strofy o konečnosti lidských vztahů na tomto světě a poslední dvě strofy zmiňují jako to, co vstane z mrtvých, právě člověka a vztahy mezi lidmi.